# Martín Ponce
Martín Aarón Ponce Camacho (30 de junio de 1992, Celaya, Guanajuato, México) es un futbolista mexicano que juega en la posición de mediocampista. Actualmente milita en Loros de la Universidad de Colima y ha pasado por los equipos Club Deportivo Guadalajara y Chivas USA. Participó con la selección juvenil en la Copa Mundial de Fútbol Sub-17 de 2009.
Debutó en la Major League Soccer el 12 de marzo de 2013 en un partido entre Chivas USA y Portland Timbers.

## Clubes
| Club                              | País   | Año         |
| --------------------------------- | ------ | ----------- |
| Club Deportivo Guadalajara        | México | 2013        |
| Club Deportivo Chivas USA         | México | 2014        |
| Loros de la Universidad de Colima | México | 2015 - 2016 |